# Утёсский сельсовет
Утёсский сельсовет (бел. Уцёскі сельсавет) — упразднённая административная единица на территории Барановичского района Брестской области Белоруссии. 

## История
24 августа 2013 года Утёсский сельсовет упразднён, населённые пункты включены в состав Малаховецкого сельсовета.

## Состав
В состав сельсовета входили 5 деревень:
| Населённый пункт  | СОАТО         | Координаты                      |
| ----------------- | ------------- | ------------------------------- |
| деревня Богуши    | 1 204 896 006 | 52°59′32″ с. ш. 25°57′44″ в. д. |
| деревня Кадычицы  | 1 204 896 011 | 52°57′50″ с. ш. 25°54′21″ в. д. |
| деревня Новосады  | 1 204 896 016 | 52°58′09″ с. ш. 25°53′22″ в. д. |
| деревня Рагозница | 1 204 896 021 | 52°58′22″ с. ш. 25°59′42″ в. д. |
| деревня Утёс      | 1 204 896 026 | 52°58′06″ с. ш. 25°55′49″ в. д. |